# El color de los sueños
El color de los sueños es el tercer álbum de estudio de la cantante mexicana Fey, lanzado el 3 de noviembre de 1998 por Sony Music. Este disco marco distancia con sus dos primeros trabajos, resaltando madurez en las letras de los temas musicales. De nueva cuenta José Ramón Flórez produjo el álbum y compuso gran parte de las canciones de este. En este disco, Fey volcó su atención a un público mayor, dejando de lado el pop adolescente de anteriores trabajos.
Musicalmente, el disco apuntó con la evolución de Fey que según la prensa debía ya de cambiar su rumbo musical. Después de una ardua promoción con su anterior disco Fey viajó a varios lugares del planeta en búsqueda de paz interior y de la experiencia de estos viajes nació el nombre del disco. En El color de los sueños habitan los estilos del industrial, tecno pop, dance, además de introducir en el mercado latinoamericano el eurodance. 
Del álbum se desprendieron seis sencillos. «Ni tú ni nadie» fue el primero en publicarse, alcanzando los tops de países como México, Perú, Argentina, entre otros. Fue seguido por «Díselo con flores» que entró en el top mexicano, pero resultó el primer fracaso de Fey en varios países de Latinoamérica. La publicación de «Cielo líquido» como tercer sencillo alivio la fama del disco, pero fue «Canela» que salvó la situación del álbum, elevando ventas. Luego de estos sencillos se especuló la salida de Fey del medio artístico por lo cual los dos siguientes no tuvieron una adecuada promoción como «Él» y «No tengo novio», este último tuvo promoción nula. Pese a estos rumores se continuó con la promoción del disco con el Tour de los sueños que visitó gran parte de países alrededor del mundo.
El color de los sueños finalizó una importante etapa en la carrera de la cantante. Cansada de duras giras y de no tener una vida privada normal, Fey se "escapa" sin ninguna declaración a los medios lo cual atinó a duras críticas hacia ella. Lo que entonces no se comentó fue que se tenía planeado lanzar un nuevo sencillo que marcaría una promoción global con miras a países asiáticos y reafirmar su carrera en España y Estados Unidos, lo cual la cantante no aceptó por el excesivo trabajo al cual estaba sometida. Pasado más de una década, Fey dio a conocer que en esta etapa era explotada por la gente que trabajaba con ella y esa era una de las razones por la cual desapareció del medio.

## Antecedentes y grabación
Inmediatamente después de la promoción de Tierna la noche Fey se embarca en una nueva producción a cargo de Mauri Stern. Fey tenía planes de descanso después de la monumental promoción que tuvo su disco anterior, pero Mauri decidió aprovechar el buen momento vocal de la cantante para editar y vender un nuevo disco. 
En esta producción se optó por los ritmos pop - dance, los cuales hicieron famosa a la cantante, pero también se incursionó con el house, eurodance y sonidos marcados de música alternativa y electrónica. La temática de las letras se volvieron rotundamente comerciales a fin de superar el éxito del disco anterior y están orientadas a un público joven o casi maduro. Críticas anteriores y el entonces reciente rumor de que Fey ocultaba su edad apuntaron a mostrar un disco donde literalmente la cantante "creciera" y deje de la lado el pop-adolescente que solía hacer. Fey viajó a España para grabar el disco, que luego sería editado en los estudios de Francia e Italia.

## Contenido
El disco tiene dos secciones bien definidas. La primera parte se innova con arreglos de corte industrial, eurodance, etc. Fey aprovecha la rítmica de teclados y de la instrumentación a través del acompañamiento de quintetos de cuerdas (viola, chelo y contrabajo) que le dan calidez y un sonido acústico a las baladas tradicionales. La segunda parte (de la pista 8 en adelante) se hallan los típicos ritmos que hicieron conocidos a Fey como el synth pop, dance, etc.
El disco abre con «Cielo líquido», una pieza eurodance totalmente bailable que describe la admiración por los ojos azules de una persona. La siguiente «La madrugada, tu y la radio» torna al disco en un ambiente estremecedor, de dolor. La letra describe a una persona que tiene dificultades para conciliar el sueño debido a su depresión. Su sonido consta de sintetizadores así como instrumentos de viento, volviéndola oscura y depresiva. La tercera canción y primer sencillo es «Ni tú ni nadie». La letra explica el aferro a un sentimiento que a la propia Fey extraño puesto que según ella (en la grabación de su disco Primera fila) debió de tener una versión balada y no el estilo dance que tiene. «La espuma de los días» es un tributo a su entonces público infantil y «Díselo con flores» es una canción pop - house que aborda el tema de la declaración de amor. 
La canción seis es «Canela» con bases instrumentales donde la guitarra y violas predominan. Para algunos críticos este sería el mejor tema del disco. Tanto «Vuelve» como «Él» poseen bases electrónicas mezcladas con dance y pop. Otra balada incluida es «Almíbar» que tiene como temática la no aceptación de tener relaciones íntimas, además de tener un reconocido sonido de instrumento de viento. El sonido industrial llega su máxima expresión en «No tengo novio» que suena semejante a la canción «Tubthumping», un himno anárquico de Chumbawamba al igual que «El color de los sueños» donde según la letra los sueños son de color azul. Para finalizar el disco se encuentran dos baladas: una electro - dance titulada «De corazón a corazón» y la última con bases pop «Flor de un día». Como fin del disco se incluye un breve track étnico titulado «Iye» que tiene un poema como letra que no es cantado.

## Promoción
El color de los sueños salió a la venta el 3 de noviembre de 1998. El material innovaba desde la portada, con cuatro colores marcados por la tercera dimensión, fácil de manipular por los fanes hasta encontrar la carátula preferida (aunque después se descubre que en una portada se encuentran las cuatro carátulas en una) y una caja tipo Multi-Image™, poco común hasta la fecha.
Fey público su disco en Argentina en una conferencia de prensa al personal de Sony en dicho país. También se presentó en Chile a causa de la promoción para luego regresar a México donde empezó a promover del disco. El look que la cantante presentó fue maduro a comparación de anteriores discos. Esta vez usaba zapatillas de plataforma alta con un maquillaje cargado, dejando de lado los atuendos que la hacían ver como adolescente. 
Fey aprovechó el apoyo de emisoras radiales para hacer conciertos promocionales en su país como en Miami para reforzar dicha promoción. A inicios de octubre de 1999 Fey presentó su Tour de los sueños en el Auditorio Nacional de México con cuatro fechas consecutivas. El espectáculo contó con elaboradas coreografías y atuendos y fue considerado como el mejor show en México en aquel año por la prensa. Con El color de los sueños, Fey obtiene 20 discos de oro y 5 de platino por su altas ventas de casi 3 millones de copias. 

### Significado deEl color de los sueños
Fey en muchas ocasiones explicó el significado de El color de los sueños. Ella comento a su público por 1998 que había viajado por muchos lugares del planeta en búsqueda de la paz interior y este disco es el resultado de tal acontecimiento en la vida de Fey. Aquí los significados:
| Color    | Significado |
| ROJO     | "Nada más importante que el equilibrio"                                                                                                 |
| AMARILLO | "No es sano para nuestra alma etiquetar y juzgar a los demás"                                                                           |
| VERDE    | "Felicidad, paz, búsqueda de camino, vida"                                                                                              |
| AZUL     | "Al cantar siento que se unen el cielo y la tierra, un gran círculo de energía vibra a mi alrededor y me conecto con el aura del mundo" |

## Sencillos
«Ni tú ni nadie» fue el primer sencillo del disco. Fey no sabía que la actriz Laura Flores la había grabado en 1991. El productor del disco modificó la letra para Fey y esta la grabó y promocionó en México, Argentina y Chile. «Ni tú ni nadie» se volvió un éxito comercial en toda Latinoamérica volviéndose número uno en las listas de popularidad en México y en gran parte de los países sudamericanos, en los Estados Unidos la canción llegó al décimo lugar en la lista de los Billboard Latin Pop Airplay. Se editó un vídeo grabado en las playas y calles de Miami, Florida; gracias a este vídeo Fey ganó su nominación en los Premios Eres como "mejor vídeo mexicano". 
El segundo corte a promocionar fue «Díselo con flores». En la contraportada del disco - sencillo aparece una dedicatoria de Fey a su hermano menor. La canción alcanzó éxito comercial en México, pero en Sudamérica decayó en fama y no se desenvolvió de la manera adecuada. Para promoción del disco Fey editó un vídeo que estuvo lleno de color, sobresaliendo los colores principales de su disco (rojo, azul, amarillo, verde). Como tercer sencillo se opta por «Cielo líquido», sencillo que llegó a la cima de listas mexicanas, salvando la promoción del disco con respecto al anterior sencillo. Esta canción no contó con un videoclip pese a su éxito en listas latinoamericanas. 
El cuarto sencillo a promocionar fue «Canela». La canción fue considerada como la mejor del disco por la prensa en México y fue un éxito en listas. Su videoclip estuvo bajo la producción de Luis De Velasco y tuvo como temática el amor a través de los años, todo ello desarrollado en un teatrín de marionetas. El vídeo ganó en las categorías de "Mejor Postproducción" y "Mejores Efectos Visuales" creados en computadora en el Festival Pantalla de Cristal a finales de 1999.
El quinto sencillo fue «El» y el sexto «No tengo novio», los cuales tuvieron una irregular promoción por presión mediática y personal que en ese entonces la cantante atravesaba. No tuvieron buen rendimiento en las listas de popularidad y tampoco se editaron vídeos para estos sencillos.

## Lista de canciones
|    | Título                      | Autores                       | Duración |
| -- | --------------------------- | ----------------------------- | -------- |
| 01 | Cielo líquido               | J. R. Flórez / David Boradoni | 3:55     |
| 02 | La madrugada, tú y la radio | J. R. Flórez / David Boradoni | 4:09     |
| 03 | Ni tú ni nadie              | Mario Ablanedo                | 4:24     |
| 04 | La espuma de los días       | J. R. Flórez / David Boradoni | 4:19     |
| 05 | Díselo con flores           | José Ramón Florez / L. Nutti  | 4:08     |
| 06 | Canela                      | J. R. Flórez / David Boradoni | 3:41     |
| 07 | Vuelve                      | José Ramón Flórez / J. Giralt | 3:46     |
| 08 | Él                          | J. R. Flórez / David Boradoni | 4:20     |
| 09 | Almíbar                     | J. R. Flórez / David Boradoni | 4:15     |
| 10 | No tengo novio              | J. R. Flórez / David Boradoni | 3:21     |
| 11 | El color de los sueños      | José Ramón Flórez / J. Giralt | 4:46     |
| 12 | De corazón a corazón        | J. R. Flórez / David Boradoni | 4:31     |
| 13 | Flor de un día              | J. R. Flórez / David Boradoni | 4:31     |
| 14 | Iye                         | J. R. Flórez / David Boradoni | 0:57     |

### Bonus track para la edición chilena (Casete)
|    | Título                          | Autores        | Duración |
| -- | ------------------------------- | -------------- | -------- |
| 15 | Ni tú ni nadie (Versión balada) | Mario Ablanedo | 4:21     |

## Tour de los sueños
Como era de esperarse, Fey abrió gira de conciertos por casi toda América y Europa a finales del 99 con su tour denominado El tour de los sueños . Esta gira la llevó por 15 ciudades en Estados Unidos, 20 países en Latinoamérica y algunas ciudades de Europa. La producción del show estuvo bajo la batuta de Sergio Toropek quien en ese entonces trabaja con ella, además fue él quien ayudó en la creación de videos como Díselo con flores y todas las portadas de este disco. 
Fey abrió gira el 8 de octubre de ese año en el Auditorio Nacional de México, obtenido el lleno total y dio otras 3 presentaciones consecutivas para el deleite de sus fanes. El público y la prensa mexicana calificó al show como el mejor de aquel año que se había montado en dicho país ya que tanto coreografías como escenografía fueron muy bien cuidadas con diseños mágicos, juego de iluminación, pero todo acorde a la personalidad y maduración que por aquel entonces atravesaba la carrera de Fey.
El espectáculo abría con una pequeña introducción, con fotos de la niñez de la cantante así como la de sus inicios. Fey expreso en el escenario: “Quiero que conozcan mucho más de lo que ya saben de mi vida, que sepan que hay en mi cabecita y en mi corazón… esta es la mayor intimidad que puedo compartir con ustedes”. Luego empezó con La noche se mueve, bailarines y la cantante danzaron con ropas oscuras, al igual que el escenario se mantenía en tinieblas, mientras que el público mostraba su interés en la especie de disco que colgaba del pecho de Fey. Este era una luz fosforescente que llamaba de plano la total atención del público. Luego, Fey asombro cuando interpretaba Subidón , puesto que el escenario subía y bajaba al momento de los coros, así como en Almíbar, Fey demostró lo tan preparada como para dejar de lado el pop y bailar al son de Tap. Algo que también se admiró fue como Fey cambiaba de vestuario para cada canción, fueron alrededor de 11 los atuendos que lucio la cantante en esas noches. 
La cantante también dedicó el tema Canela a su entonces pareja y mánager Mauri Stern, además al momento de interpretar No tengo novio se fueron proyectando imágenes acerca de lo que la prensa publicaba antes de saber la real historia de amor entre Mauri y Fey. Finalmente se cierra con Azúcar amargo, canción que llevó a los rincones menos pensados del planeta a Fey.
Temas cantados en el tour:
- Intro
- La Noche Se Mueve
- El Color De Los Sueños
- Me Enamoro De Ti
- Díselo Con Flores
- Subidon
- Almíbar
- Media Naranja
- El
- Iye
- No Tengo Novio
- Gatos En El Balcón
- La Espuma De Los Días
- Canela
- Vuelve
- Ni Tu Ni Nadie
- Cielo Líquido
- Muévelo
- Azúcar Amargo

## Videos
- "Ni tu ni nadie". Dirigido por Adrián González
- "Díselo con flores". Dirigido por Sergio Toporek
- "Canela". Dirigido por Luis de Velasco

## Certificaciones
| Región               | Certificación | Ventas  |
| -------------------- | ------------- | ------- |
| Chile (IFPI (Chile)) | Oro           | 30,000  |
| México (AMPROFON)    | Platino       | 200,000 |

## Ficha técnica
- Una Producción de: Sony Music Entertainment México S.A. de C.V.
- Dirigida y realizada por: José Ramón Flórez
- Para: P.K.O. Producciones
- Productor Creativo: Mauri Stern
- Preproducción: Estudios D. Noise en Toulose, Francia; Sing-Sing y J.R. en Madrid, España y Le Dune en Ravenna, Italia.
- Voz grabada en Studio Center en Miami, E.U.A y Le Dune en Ravenna, Italia.
- Bases, coros y mezclas entre los meses de abril y septiembre de 1998.
- Asistencias y soportes técnicos: David Forsier, Sylvia Luna, Samuele Ravaioli, Domenico Giovanni, Dave Porler, David Revuelto y J.Giralt.
- Teclados, programación y arreglos: Remy Causse, excepto en "Ni Tú Ni Nadie" y "Él", arregladas por L. Ceroni y "El Color de los Sueños" por J.R.Florez.
- Batería en "Flor de un día": Beppe Bianco. Guitarras acústicas: Andrea Morelli. Guitarras eléctricas: Santy D'Angelo. Coros: Lucca Boccaccini, Paolo Toschi, Antonella Nuti, Silvio Pozzoli, Fiorella, J.R. Flórez y J. Giralt.
- Sección de cuerdas en "La Espuma de los días" y "La madrugada, tú y la radio": Dirección y scores: Valentino Corvino. Violines: Valentino Corvino, Alessandro Bonetti, Davide Dondi, Roberta Balzani, Gabrielle Raspanti, Paola Tognaci. Violas: Sandro Di Paolo, Barbara Ostini, Daniele Fironi, Giusseppe Donici y Stefano Cristiani. Violoncelos: Enrico Guarconi, Giorgio Cristiani y Federico Ferri. Contrabajos: Marco Forti y Gianni Valginigli.
- Quinteto de cuerdas en "Canela": Arreglos y dirección: Stwart Bross. Violines: Carl Berzoni y Luca Tiepoli. Viola: Marck O'Connor. Contrabajo: Tony Ronald, Chelo- Timothy Douglas.
- Fotografía: Ricardo Trabulsi bajo la dirección creativa de Sergio Toporek.
- Concepto visual y diseño gráfico: A3 Image Consulting bajo la dirección creativa de Sergio Toporek.
- Todas las imágenes fueron creadas utilizando computadoras Apple Macintosh.

## Otras ediciones
- En Argentina el álbum fue lanzado con la portada roja como carátula definitiva sin efectos de tercera dimensión.
- En Chile el casete contenía la canción de "Ni tu ni nadie" (Versión balada).